# 한국양잠연합회
한국양잠연합회는 양잠농가의 공동이익 증진과 건전한 양잠발전 도모를 목적으로 1998년 4월 18일 설립된 대한민국 농림수산식품부 소관의 사단법인이다. 사무실은 서울특별시 영등포구 여의도동 17-9 잠사회관에 있다.

## 주요 사업
- 우량잠견 및 잠상생산물 생산을 위한 경영기술 보급
- 양잠산물의 생산 및 구매, 가공, 판매, 유통등에 관한 지원 및 알선사업
- 잠업진흥을 위한 연찬회 개최
- 전업양잠농가 육성 및 양잠조직 활성화
- 잠업장려를 위한 정부시책 사업 및 홍보사업 추진
- 기타 본회 목적달성에 필요한 사업

## 같이 보기
- 양잠업